# Turpal Bisultanov
Turpal-Ali Alvievich Bisultanov (Chechênia, 14 de outubro de 2001) é um lutador de estilo greco-romana dinamarquês.

## Carreira
Ele ganhou a medalha de prata no evento de 87 kg no Campeonato Mundial de Luta Livre de 2022, realizado em Belgrado, Sérvia. Ele ganhou a medalha de ouro no evento masculino de 87 kg no Campeonato Europeu de Luta Livre de 2022, realizado em Budapeste, Hungria. Ele também ganhou a medalha de ouro no estilo greco-romano de 87 kg no Campeonato Europeu de Luta Livre Júnior de 2021, na Alemanha.
Ele ganhou uma das medalhas de bronze na categoria de 87 kg nas Olimpíadas de Verão de 2024 em Paris, França. Ele derrotou Dávid Losonczi da Hungria em sua luta pela medalha de bronze.
Bisultanov é o irmão mais novo de Rajbek Bisultanov.